# Wayne Kramer (chitarrista)
Wayne Kramer, alla nascita Wayne Krambs (Detroit, 30 aprile 1948 – Los Angeles, 2 febbraio 2024) è stato un musicista e chitarrista statunitense.

## Biografia
Salì alla ribalta da adolescente nel 1964 come cofondatore del gruppo rock di Detroit MC5 (Motor City 5), un gruppo noto per le sue potenti performance dal vivo e per la sua posizione politica di sinistra. Venne inserito al n. 92 nella lista dei 100 migliori chitarristi stilata dalla rivista Rolling Stone.
Morì a Los Angeles il 2 febbraio 2024 a causa di un tumore del pancreas all'età di 75 anni.

## Discografia

### Album da solista
- 1991 - Death Tongue (Progressive)
- 1995 - The Hard Stuff (Epitaph Records)
- 1996 - Dangerous Madness (Epitaph Records)
- 1996 - Dodge Main (Alive)
- 1996 - Gang War (Sonic)
- 1997 - Citizen Wayne (Epitaph Records)
- 1998 - LLMF (Live Like a Mutherfucker) (Epitaph Records)
- 2001 - Mad for the Racket (MuscleTone)
- 2002 - The Return of Citizen Wayne (MuscleTone)
- 2002 - Adult World (MuscleTone)
- 2004 - More Dangerous Madness (Diesel Motor)

### Album con i MC5

#### Album in studio
- 1970 - Back in the USA
- 1971 - High Time

#### Album live
- 1968 - Kick Out the Jams

#### Raccolte
- 1983 - Babes in Arms, 1983  raccolta dei primi singoli
- 2000 - Big Bang: The Best of the MC5, 2000 raccolta con rarità e canzoni più famose